# Zalvation : Live in the 21st Century
Albums de Sensational Alex Harvey Band
Live In Glasgow 1993
(1994)
Zalvation : Live In the 21st Century, sorti en 2006, est un album public paru à la suite d'une nouvelle reformation du Sensational Alex Harvey Band en 2002.

## L'album
Max Maxwell remplace Alex Harvey, décédé en 1982.
Reformé en 2002 et rejoint par Max Maxwell en 2004, ce nouvel album en public du Sensational Alex Harvey Band est un double album.
Premier album avec Max Maxwell.

## Les musiciens
- Max Maxwell : voix
- Zal Cleminson : guitare
- Chris Glen : basse
- Ted McKenna : batterie
- Hugh McKenna : claviers

## Les titres
- CD 1 :

1. Faith Healer - 7 min 35 s
2. Midnight Moses - 5 min 05 s
3. Swampsnake - 6 min 06 s
4. Next - 4 min 34 s
5. Isobel Goudie - 7 min 58 s
6. Framed - 9 min 11 s

- CD 2 :

1. Compliments To The Chef - 7 min 59 s
2. The Man in the Jar - 10 min 29 s
3. Hammer Song - 7 min 00 s
4. Action Strasse - 5 min 25 s
5. Vambo - 8 min 15 s
6. Boston Tea Party - 6 min 30 s
7. Delilah - 5 min 41 s

## Informations sur le contenu de l'album
- Faith Healer, Swampsnake, Next et Vambo sont issus de Next..., Midnight Moses, Isobel Goudie, Framed et Hammer Song de Framed, Compliments To The Chef et Action Strasse de Tomorrow Belongs to Me, Boston Tea Party de SAHB Stories, The Man in the Jar de The Impossible Dream (sous le titre Hot City Symphony) et Delilah est inédit en album studio.
- Next est une version en anglais de la chanson de Jacques Brel Au suivant (1964).
- Framed est un titre écrit par le duo Jerry Leiber et Mike Stoller en 1954 pour les Robins.
- Delilah est une reprise de Tom Jones (single de 1968).